# DeQuincy
DeQuincy és una població dels Estats Units a l'estat de Louisiana. Segons el cens del 2000 tenia 3.398 habitants.

## Demografia
Segons el cens del 2000, DeQuincy tenia 3.398 habitants, 1.332 habitatges, i 916 famílies. La densitat de població era de 411,3 habitants/km².
Dels 1.332 habitatges en un 33,8% hi vivien nens de menys de 18 anys, en un 51,1% hi vivien parelles casades, en un 14,6% dones solteres, i en un 31,2% no eren unitats familiars. En el 28,8% dels habitatges hi vivien persones soles el 15,1% de les quals corresponia a persones de 65 anys o més que vivien soles. El nombre mitjà de persones vivint en cada habitatge era de 2,5 i el nombre mitjà de persones que vivien en cada família era de 3,06.
Per edats la població es repartia de la següent manera: un 27,1% tenia menys de 18 anys, un 9,4% entre 18 i 24, un 26,8% entre 25 i 44, un 20,8% de 45 a 60 i un 15,9% 65 anys o més.
L'edat mediana era de 36 anys. Per cada 100 dones de 18 o més anys hi havia 80,7 homes.
La renda mediana per habitatge era de 26.802 $ i la renda mediana per família de 34.712 $. Els homes tenien una renda mediana de 35.893 $ mentre que les dones 17.778 $. La renda per capita de la població era de 13.847 $. Entorn del 14,2% de les famílies i el 19,1% de la població estaven per davall del llindar de pobresa.

## Poblacions més properes
El següent diagrama mostra les poblacions més properes.